# THE ALFEE EMOTIONAL LOVE SONGS
『EMOTIONAL LOVE SONGS』（エモーショナル・ラヴ・ソングズ）は、1997年11月19日に発売されたTHE ALFEE通算17枚目のベスト・アルバム。

## 概要
『EMOTIONAL MESSAGE SONGS』と同日発売。
品番は本作が後ろだが、公式ホームページでは先に紹介されている。
高見沢俊彦のライナーノーツ収載。

## 収録曲
1. Love Never Dies
2. 星空のディスタンス
『THE ALFEE THE BEST』収録ヴァージョン。
3. Complex Blue -愛だけ哀しすぎて-
4. Love
PVヴァージョン。
5. シンデレラは眠れない
6. Far Away
『U.K. Breakfast』収録曲。
7. Promised Love
8. 恋人の歌がきこえる
9. 泣かないでMy Love
『Promised Love -THE ALFEE BALLAD SELECTION-』収録ヴァージョン。
10. 1月の雨を忘れない
11. 恋人達のペイヴメント
12. 恋人になりたい
『PAGE ONE -13 PIECES OF ALFEE』収録ヴァージョン。
13. Faith Of Love
14. 至上の愛
『THE BEST SONGS』収録曲。
15. Last Stage
『ONE NIGHT DREAMS』収録曲。